# Comic Book Resources
Comic Book Resources (сокращённо — CBR) — канадский веб-сайт, посвящённый в основном комиксам.

## История
Джон Вейланд основал Comic Book Resources в 1995 году как форум для обсуждения комикса DC под названием Kingdom Come.
Затем на сайте появлялись колонки, написанные специалистами области (Роберт Киркман, Гейл Симона, Марк Миллар).
В апреле 2016 года Comic Book Resources был продан компании Valnet Inc., которая также владеет Screen Rant. 23 августа 2016 года сайт был перезапущен как CBR.com.

## Отзывы
В 2008 году исследовательская библиотека Университета Буффало охарактеризовала Comic Book Resources как «лучший сайт в сети, посвящённый комиксам».
В апреле 2013 года сценарист комиксов Марк Миллар написал, что читает этот сайт каждое утро после прочтения Financial Times.

## Награды
- 1999 — Eagle Award, категория «Favourite Comics-Related Website (professional)»[1]
- 2000 — Eagle Award, категория «Favourite Comics-Related Website (professional)»[1]
- 2001 — Eagle Award, категория «Favourite Comics-Related Website (professional)»[7]
- 2004 — Номинация на Eagle Award, категория «Favourite Comics-Related Website»[1]
- 2005 — Номинация на Eagle Award, категория «Favourite Comics-Related Website»[1]
- 2006 — Номинация на Eagle Award, категория «Favourite Comics-Related Website»[1]
- 2007 — Номинация на Eagle Award, категория «Favourite Comics-Related Website»[1]
- 2008 — Номинация на Eagle Award, категория «Favourite Comics-Related Website»[8]
- 2009 — Eisner Award, категория «Best Comics-Related Periodical/Journalism»[9]
- 2010 — Eagle Award, категория «Favourite Comics-Related Website»[10]
- 2011 — Eagle Award, категория «Favourite Comics-Related Website»[11]
- 2011 — Eisner Award, категория «Best Comics-Related Periodical/Journalism»[12]
- 2013 — Harvey Award, категория «Best Biographical, Historical or Journalistic Presentation»[13]
- 2014 — Eisner Award, категория «Best Comics-Related Periodical/Journalism»[14]

## Известные сотрудники
- Келли Томпсон